# Rick Rescorla
Cyril Richard « Rick » Rescorla, né le 27 mai 1939 à Hayle et mort le 11 septembre 2001 à Manhattan, est un militaire, policier et spécialiste de la sécurité américain.

## Biographie
D'origine britannique, il sert comme parachutiste pendant l'État d'urgence à Chypre et comme officier pendant la guerre du Viêt Nam. Colonel de l'armée des États-Unis à la fin de  sa carrière de soldat, il devient chef de la sécurité chez Morgan Stanley au World Trade Center de New York.
En tant que directeur de la sécurité de cette entreprise, Rescorla a dans le cadre de ses attributions anticipé des attaques sur les tours du World Trade Center et mis en place des procédures d'évacuation permettant de sauver de nombreuses vies lors des attentats du 11 septembre 2001. Il meurt dans ces attaques alors qu'il dirige les évacuations du personnel. Sa sépulture indique qu'il a permis de sauver 2 700 vies ce jour-là.

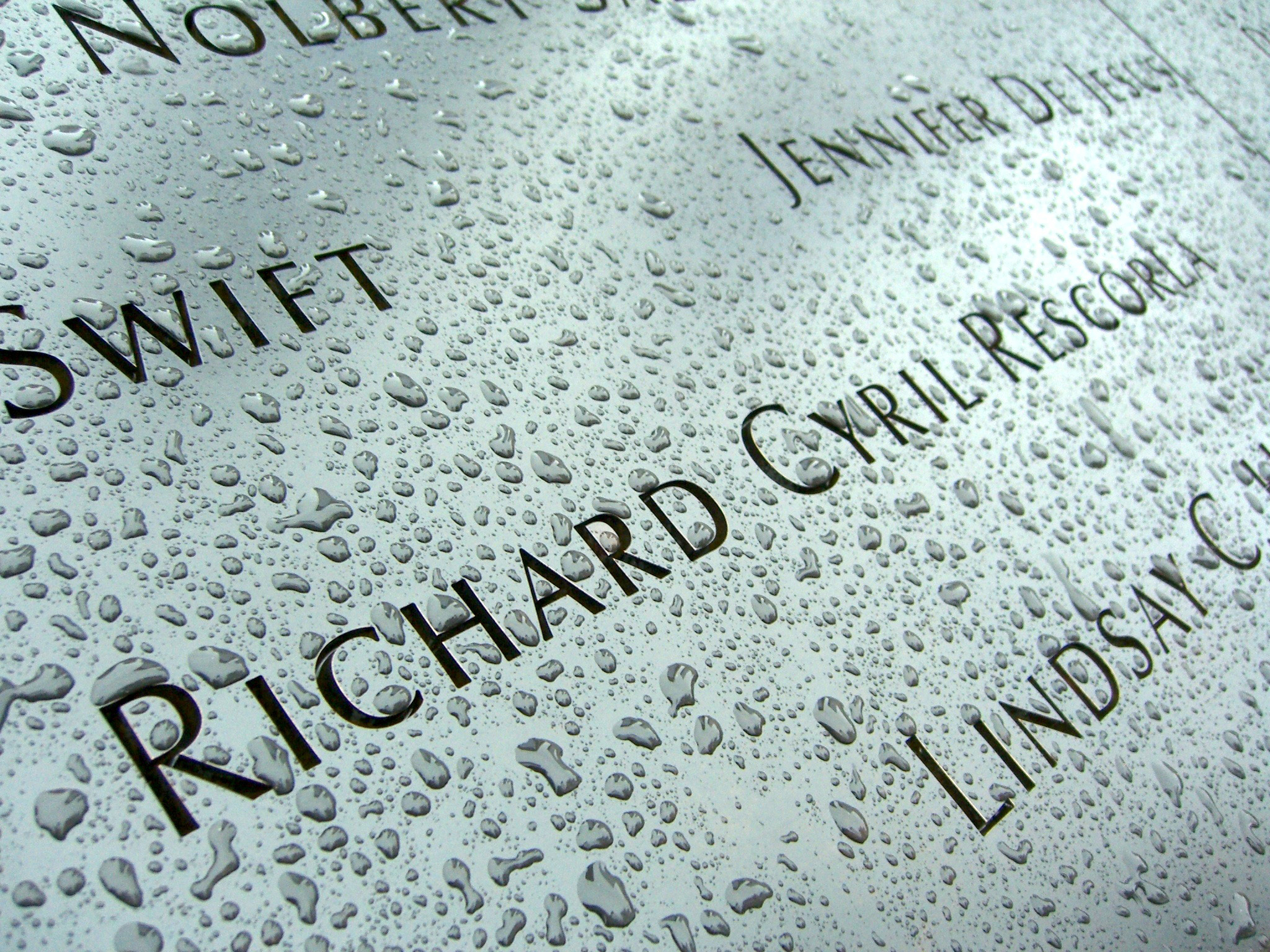
Mention de Rescorla au mémorial du 11 Septembre.